# Accord de libre-échange entre l'Australie et l'Inde

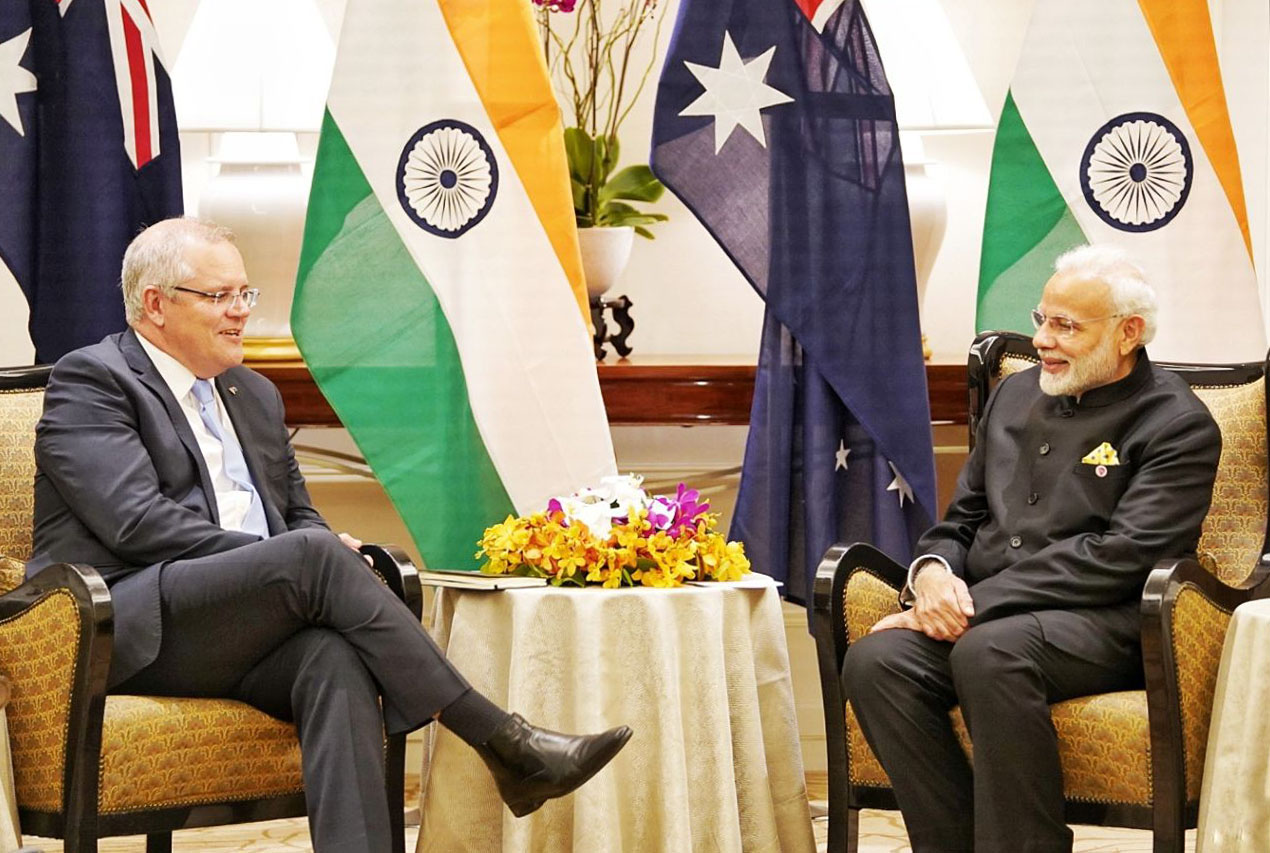
Le Premier ministre australien Scott Morrison (à gauche) et le Premier ministre indien Narendra Modi se rencontrent en marge du Sommet de l'Asie de l'Est à Singapour ; novembre 2018.

L'accord de libre-échange entre l'Australie et l'Inde, officiellement Australia-India Comprehensive Economic Cooperation Agreement, est un accord de libre-échange signé le 2 avril. 
En novembre 2022, le parlement australien approuve l'accord.

## Contenu
L'accord supprime 85 % des droits de douane entre les deux pays,. Certains produits australiens tels que les langoustes, la viande de mouton, la laine, le cuivre, le charbon et l'alumine verront les droits de douane indiens supprimés, ainsi que les avocats, les haricots, les noix et les baies qui auront une suppression progressive sur 7 ans, alors que le vin australien verra ses droits de douane diminué de 150 % à 50 %.